# Puka Károly
Puka Károly (Budapest, 1963. július 28. –) magyar cigányprímás; zenekarvezető.

## Életpályája
1970-től a Rajkó Zenekarban tanult. Általános iskolai tanulmányait a Dugonics utcai Általános Iskolában járta ki. 1973-ban már a Rajkó Zenekar egyik vezető prímása lett. 1974-től külföldi turnék résztvevője is volt. A KISZ Központi Rajkó Zenekar iskolájában érettségizett. Tanárai voltak: Fátyol Tivadar, Hámori Teréz, Égerlant István és Farkas Gyula. 1984-ben megnyerte a Magyarországon megrendezett cigányprímás versenyt, és kivált a Rajkó Zenekarból. 1995-ben Yehudi Menuhin meghívására a Világ Folklór Fesztiválon Magyarországot képviselte.

## Családja
Budapesten született, viszont makóinak vallja magát. Szülei a születése előtt költöztek Makóról a fővárosba. Apai nagyapja, Puka Dezső cimbalmos volt. Egyik fia Dezső, a Belügyminisztérium zenekarában játszott Mészáros Tivadar mellett. Anyai nagyapja, Genova (Lakatos) József csellista volt. Fia: József és Gyula is zenészek lettek.

## Díjai, kitüntetései
- Magyar Arany Érdemkereszt (2002)